# Privesa dubia
Privesa dubia är en insektsart som först beskrevs av Walker 1851.  Privesa dubia ingår i släktet Privesa och familjen Ricaniidae. Inga underarter finns listade i Catalogue of Life.